# Municipio de White Rock (Misuri)
El municipio de White Rock (en inglés: White Rock Township) es un municipio ubicado en el condado de McDonald en el estado estadounidense de Misuri. En el año 2010 tenía una población de 1724 habitantes y una densidad poblacional de 14,78 personas por km².

## Geografía
El municipio de White Rock se encuentra ubicado en las coordenadas 36°32′56″N 94°15′10″O / 36.54889, -94.25278. Según la Oficina del Censo de los Estados Unidos, el municipio tiene una superficie total de 116.68 km², de la cual 116.66 km² corresponden a tierra firme y (0.02%) 0.02 km² es agua.

## Demografía
Según el censo de 2010, había 1724 personas residiendo en el municipio de White Rock. La densidad de población era de 14,78 hab./km². De los 1724 habitantes, el municipio de White Rock estaba compuesto por el 96% blancos, el 0.12% eran afroamericanos, el 1.51% eran amerindios, el 0.29% eran asiáticos, el 0.29% eran isleños del Pacífico, el 0.35% eran de otras razas y el 1.45% pertenecían a dos o más razas. Del total de la población el 2.03% eran hispanos o latinos de cualquier raza.